# Ферфакс (Огайо)
Ферфакс (англ. Fairfax) — селище (англ. village) в США, в окрузі Гамільтон штату Огайо. Населення — 1768 осіб (2020).

## Географія
Ферфакс розташований за координатами 39°8′36″ пн. ш. 84°23′50″ зх. д. / 39.14333° пн. ш. 84.39722° зх. д. (39.143200, -84.397110).  За даними Бюро перепису населення США в 2010 році селище мало площу 1,98 км², уся площа — суходіл.

## Демографія
Згідно з переписом 2010 року, у селищі мешкало 1699 осіб у 709 домогосподарствах у складі 455 родин. Густота населення становила 860 осіб/км².  Було 778 помешкань (394/км²).
Расовий склад населення:
| - 94,8 % — білих - 2,4 % — чорних або афроамериканців - 0,8 % — азіатів - 0,3 % — корінних американців |

До двох чи більше рас належало 1,6 %. Частка іспаномовних становила 1,3 % від усіх жителів.
За віковим діапазоном населення розподілялося таким чином: 24,4 % — особи молодші 18 років, 64,2 % — особи у віці 18—64 років, 11,4 % — особи у віці 65 років та старші. Медіана віку мешканця становила 37,7 року. На 100 осіб жіночої статі у селищі припадало 86,9 чоловіків;  на 100 жінок у віці від 18 років та старших — 83,7 чоловіків також старших 18 років.
Середній дохід на одне домашнє господарство  становив 65 154 долари США (медіана — 52 321), а середній дохід на одну сім'ю — 76 972 долари (медіана — 67 740). Медіана доходів становила 48 500 доларів для чоловіків та 39 837 доларів для жінок. За межею бідності перебувало 7,3 % осіб, у тому числі 9,0 % дітей у віці до 18 років та 7,6 % осіб у віці 65 років та старших.
Цивільне працевлаштоване населення становило 868 осіб. Основні галузі зайнятості: освіта, охорона здоров'я та соціальна допомога — 17,5 %, виробництво — 14,5 %, науковці, спеціалісти, менеджери — 13,1 %, роздрібна торгівля — 12,7 %.